# Gracioso
La figura del gracioso o donaire es uno de los personajes comunes del teatro clásico español o comedia nueva lopesca durante el periodo estético de la historia literaria conocido como Barroco.

## Origen
En los autos del renacentista Juan del Encina, entre los siglos XV y XVI, aparecía ya un personaje conocido como el bobo o simple, un tipo rústico y de habla campesina, que tuvo continuación en los pasos de Lope de Rueda.
En la escala social, se encuadra en el grupo de la servidumbre (criados y lacayos). Es un personaje cómico, un "hombre de humor" que, en palabras de Fernández Montesinos, sigue a su amo "con fidelidad perruna" a pesar de hambres y maltratos y muy a menudo sin recompensa. También podría encuadrársele como personaje del lumpen, que no se rebela contra quien le explota ni lo traiciona y, por el contrario, complementa los valores aristocráticos de aquellos a quienes sirve.
El personaje fue dibujado por Lope de Vega en el lacayo Tristán de La francesilla (1596), considerado el primer gracioso, y tuvo continuación en muchas de sus obras y en las de los dramaturgos de su escuela y de la de Pedro Calderón de la Barca, aunque el vocablo gracioso, con el significado de personaje cómico teatral, no aparece hasta 1620.
El donaire tuvo también un género del que fue protagonista indiscutible, el entremés, en el que desarrolló gran parte de sus matices y tipología. Incluso hubo actores especializados en el personaje y el género, como el famoso Cosme Pérez, más conocido como "Juan Rana", el actor más popular del teatro cómico barroco español.
Era contrario en ocasiones a su señor.

## Características
- Es de origen plebeyo y ejerce algún oficio relacionado con la servidumbre hacia un noble o primer galán.
- Es un personaje cómico, bufonesco a veces, destinado a contentar al espectador vulgar del corral de comedias.
- Sigue a todas partes a su señor, con quien vive en una especie de simbiosis constante, y a veces hace el papel de amigo o confidente del mismo.
- Es completamente leal: no se rebela o traiciona a su señor, ni lo manipula, como hacen los criados de Calisto en La Celestina. Su mentalidad es la conservadora del proletariado lumpen, señorial.
- Es ingenioso y pícaro, y con su ingenio saca frecuentemente de apuros al noble al que sirve, como el esclavo de las comedias de Plauto, pero no es un pícaro, porque sus intereses no son egoístas, sino los de su señor (no es libre ni "mozo de muchos amos"), y no pretende usurpar la identidad nobiliaria ni ascender de posición social. Vive el presente.
- Siempre está hambriento o sediento; es comilón y amigo del vino.
- Es supersticioso y cobarde, en contraste con la valentía e incluso temeridad de su amo.
- Es realista y pragmático y ama todo lo material (el dinero, por ejemplo), frente al idealismo y desinterés material de su señor.
- A veces arma una intriga amorosa secundaria paralela a la de su señor, pero con una representante o sirvienta de su estamento, que está con un ama noble a la que pretende su señor y que en cierto sentido actúa como su correlato femenino.